# Сюань-ди (Северная Чжоу)
Император Северной Чжоу Сюань-ди ((北)周宣帝) (559—580), личное имя Юйвэнь Юнь (宇文贇), тронное имя Цянбо (乾伯) — император Китайской/Сяньбийской династии Северная Чжоу. Он запомнился, как неуправляемый и бестолковый правитель, его правление ослабило Северную Чжоу. Показывая свой неуправляемый характер, он передал трон своему сыну Цзин-ди (Северная Чжоу) в 579, меньше чем через год после коронации, и не только жену Лян Лихуа провозгласил императрицей, но и всех своих наложниц сделал императрицами. После его смерти 580, правительство подчинилось тестю Ян Цзяню, который сверг Цзин-ди и провозгласил Династию Суй.

## Эры правления
- Дачэн (大成 dà chéng) 579

## Личная информация
- Отец
  - Бэй Чжоу У-ди
- Мать
  - Наложница Ли Эцзы
- Жена
  - Императрица Лян Лихуа (с 578), мать принцессы Эин
- Наложницы
  - Императрица Чжу Манюэ (с 579), мать наследника Чана
  - Императрица Чэн Юэи (с 579)
  - Императрица Юань Лэшан (с 579)
  - Императрица Юйчи Чифань (с 579)
  - Наложница Ван, мать Кана
  - Наложница Хуанфу, мать Шу
- Дети
  - Юйвэнь Янь (宇文衍), позже изменил имя на Юйвэнь Чань (宇文闡), ван Лу (с 579), наследник престола (с 579), позже Цзин-ди (Северная Чжоу)
  - Юйвэнь Кан (宇文衎), ван Лай (с 580, казнён Суй Вэнь-ди 581)
  - Юйвэнь Шу (宇文術), ван Ин (с 580, казнён Суй Вэнь-ди 581)
  - Yuwen Eying (宇文娥英)